# کریستیان نهم، پادشاه دانمارک
کریستیان نهم (انگلیسی: Christian IX of Denmark؛ زاده ۸ آوریل ۱۸۱۸ درگذشته ۲۹ ژانویه ۱۹۰۶) پادشاه دانمارک و پسر فریدریش ویلهلم، دوک شولسویگ هولشتاین سوندربورگ گلوکسبورگ بود، در زمان پادشاهی وی دو جنگ با پادشاهی پروس رخ داد، (نخستین جنگ شلسویگ) و جنگ بسیار مهم و سرنوشت ساز در یکپارچه‌سازی آلمان یعنی (دومین جنگ شلسویگ) انجام شد که به پیروزی قاطع پادشاهی پروس انجامید و راه برای جنگ پروس-اتریش، بنیان‌گذاری کنفدراسیون آلمان‌شمالی، جنگ فرانسه و پروس و در نتیجه بنیاد گذاشتن امپراتوری آلمان فَراهم ساخت.